# Level Mountain Range
Level Mountain Range är ett berg i Kanada.   Det ligger i provinsen British Columbia, i den centrala delen av landet, 4 000 km väster om huvudstaden Ottawa. Toppen på Level Mountain Range är 2 190 meter över havet.
Terrängen runt Level Mountain Range är huvudsakligen kuperad. Level Mountain Range är den högsta punkten i trakten. Trakten runt Level Mountain Range är nära nog obefolkad, med mindre än två invånare per kvadratkilometer.. Det finns inga samhällen i närheten.
Trakten runt Level Mountain Range består i huvudsak av gräsmarker.